# 水地宗明
水地 宗明（みずち むねあき、1928年9月6日- 2022年）は、日本の哲学者。滋賀大学名誉教授。

## 来歴
1928年広島県呉市に生まれる。1953年京都大学文学部哲学科卒業。1958年京都大学大学院文学研究科博士課程修了。田中美知太郎に師事。松山商科大学教授等を経て、1973年より滋賀大学教授。同大学では経済学部長・大学院経済学研究科長を務め、名誉教授の称号を受ける。1994年に皇學館大学へ移り、1999年に退官。

## 年譜
- 1928年 - 広島県呉市にて出生
- 1953年 - 京都大学文学部哲学科卒業
- 1967年 - 松山商科大学教授
- 1973年 - 滋賀大学教授
- 1994年 - 皇學館大学教授
- 1999年 - 退官

## 著書

### 単著
- 『注解マルクス・アウレリウス「自省録」』（法律文化社、1990年）
- 『アリストテレス「デ・アニマ」注解』（晃洋書房、2002年）
- 『アリストテレスの神論 「形而上学ラムダ巻」注解』（晃洋書房、2004年）

### 監修
- 『ネオプラトニカ―新プラトン主義の影響史』（昭和堂、1998年）、※いずれも論考集
- 『ネオプラトニカ〈2〉―新プラトン主義の原型と水脈』（昭和堂、2000年）
- 『新プラトン主義を学ぶ人のために』（世界思想社、2014年）、山口義久・堀江聡共編

### 訳書
- ブレンターノ「道徳的認識の源泉について」、『世界の名著 51　ブレンターノ フッサール』（中央公論社、1970年）
- 『プラトン全集 2 クラテュロス・テアイテトス』（岩波書店、1974年）、後者は田中美知太郎訳
- ポルピュリオス「イサゴーゲー」、『続世界の名著 2 プロティノス ポルピュリオス プロクロス』（中央公論社、1976年）
- 『プロティノス全集』（全4巻・別巻1、中央公論社、1986年 - 1988年）、共訳
- マルクス・アウレリウス『自省録』（京都大学学術出版会〈西洋古典叢書〉、1998年）
- ポルビュリオス『ピタゴラスの生涯』（晃洋書房、2007年）
- プロティノス『エネアデス〈抄〉Ⅰ・Ⅱ』（田之頭安彦ほか共訳、中央公論新社〈中公クラシックス〉、2007年）
- イアンブリコス『ピタゴラス的生き方』（京都大学学術出版会〈西洋古典叢書〉、2011年）